# 大和站 (茨城縣)
大和站（日语：／ Yamato eki */?）是位於茨城縣櫻川市高森926號，東日本旅客鐵道（JR東日本）的水戶線車站。
在車站啟用當初，日間大部分普通列車均通過。在2005年7月9日起，所有列車停站。

## 概要
此站是位於櫻川市西邊，同時在舊·大和村域，車站名稱取自該村名稱。在車站啟用前，大和村內沒有水戶線車站，而在村內曾經設有筑波鐵道筑波線行經，而該鐵路線在1987年廢止。在路線廢止後與此站啟用前，村內沒有任何車站。
此站最接近櫻川市政廢本廳舍（舊·大和村公所）。

### 在此站行走的運行形態
- 上行（下館、結城、小山方向）和下行（岩瀨、笠間、友部方向）列車，日間各方向大約1小時1班普通列車停靠。
- 在早上和黃昏設有列車從友部直通至常磐線（水戶、勝田方向）[1]。

## 歷史
- 1988年（昭和63年）6月20日：車站啟用。
- 2001年（平成13年）11月18日：此站可以開始使用IC卡Suica。
- 2009年（平成21年）3月14日：車站引入發車音樂。

## 車站構造
此站是地面車站，設有1面1線的單式月台。
此站是由下館站管理的無人車站。設有簡易Suica閘機。

## 車站周邊
站前設有站前廣場。車站附近少量住宅。櫻川市政廳本廳舍距離此站4公里，同時最近此站。從前此站設有公共交通機構前往該廳舍附近。在2018年10月，櫻川市巴士部分班次的路線改變。距離車站約200米處設有新設的「大和站入口」巴士站，使乘客可乘坐該巴士路線前往鄰近大和廳舍的新巴士站，名為「櫻川市政廳大和廳舍」巴士站。
- 櫻川地域醫療中心 - 約300米
- 台山高森工業團地
- 亞洲下館鄉村俱樂部
- 國道50號

## 相鄰車站
東日本旅客鉄道（JR東日本）
■水戶線 
新治－大和－岩瀨

## 注腳
1. ↑  大和駅時刻表.駅探（日語）

## 外部連結
- 車站資訊（大和）：東日本旅客鐵道（日語）